# Felice Franzi
Felice Franzi (Viggiù, 15 giugno 1841 – Milano, 11 febbraio 1918) è stato un imprenditore italiano, fondatore della Valigeria “Franzi”.

## Biografia[1]
Figlio di Rocco Franzi, cresce a Milano dove il padre possiede un negozio di valigie e bauli in va Arcivescovado, in prossimità di piazza del Duomo.
Nel 1864 fonda la “Valigeria Franzi” nei pressi di via Manzoni.
Felice Franzi riceve diverse onorificenze dalla Casa Reale dei Savoia, fino a diventare Grande Ufficiale della Corona d'Italia. Nel 1905 viene insignito anche della Croce di Cavaliere al Merito del Lavoro.

## Onorificenze[2]
Grande ufficiale dell'Ordine della Corona d'Italia
 Cavaliere al merito agrario, industriale e commerciale (1905)